# Parnássio (prefeito pretoriano)
Parnássio (em latim: Parnassius) foi um oficial bizantino do século V, ativo durante o reinado do imperador bizantino Marciano (r. 450–457). Esteve presente na sexta seção (25 de outubro) do Concílio de Calcedônia e seu nome consta na lista conciliar próximo daquele dos últimos a ocuparem o posto de prefeito pretoriano, indicando que havia mantido o ofício recentemente. Não há, contudo, uma determinação regional e os autores da Prosopografia do Império Romano Tardio sugerem que tivesse sido o prefeito do Oriente.